# Durhasan, Demirci
Durhasan là một thị trấn thuộc huyện Demirci, tỉnh Manisa, Thổ Nhĩ Kỳ. Dân số thời điểm năm 2011 là 598 người.